# Pristimantis acatallelus
Pristimantis acatallelus es una especie de anfibio anuro de la familia Strabomantidae. Es endémica de Colombia. Su hábitat natural incluye montañas húmedas tropicales o subtropicales.